# Спасо-Преображенський собор (Житомир)
50°15′27″ пн. ш. 28°39′26″ сх. д. / 50.25750° пн. ш. 28.65722° сх. д.
Спа́со-Преображе́нський собо́р — пам'ятник архітектури державного значення у м. Житомирі, один з найбільших православних храмів України. Кафедральний собор Житомирської єпархії УПЦ (МП).

## Історія
Вказівку про будівництво собору в Житомирі дав імператор Олександр II. Місцем будівництва головного храму Волинської губернії — Преображенського кафедрального собору в Житомирі вибрали площу Торговиця (нинішня площа Перемоги), де знаходилися заміські торгові ряди та лавки, а в центрі її стояв василіанський греко-католицький храм, побудований ще в другій половині XVIII століття. Через площу протікала річка Рудавка.
Первинний проєкт собору був складений у Петербурзі в 1844 році зі включенням в його стіни залишків старої Василіанської церкви, зруйнованої у 1771 році. Почали будувати собор в 1851 році, а в 1853 вже майже закінчена будівля несподівано завалилася. Унаслідок помилок у розрахунках і недостатньої міцності місцевої цегли-сирцю в одну з ночей впала дзвіниця і зруйнувала всю будівлю. Довелося будувати храм наново. З правого боку початку нинішньої вулиці Грушевського (там, де тепер сквер) як тимчасовий собор у 1858 році на добродійні пожертвування, зібрані ще при діяльній участі колишнього губернатора Синельникова, побудували дерев'яну церкву в ім'я Святого великого князя Олександра Невського (розібрана в кінці XIX століття). А на протилежній стороні вулиці використовували старі дерев'яні будинки колишнього заїжджого двору для розміщення церковних служителів.
Другий раз будували собор з 1866 по 1874 роки за проєктом академіка архітектури Карла Карловича Рахау, з участю професора архітектури Ернеста Івановича Жібера і відомого петербурзького архітектора В. Г. Шаламова. Місце на площі вибрали трохи південніше за колишній.
Цього разу в будівництві брали участь фахівці, які будували Ісаакіївський собор у Санкт-Петербурзі в 1818–1858 роках. Авторський нагляд в період будівництва вели автори проєкту Карл Рахау та Ернест Жибер. За ініціативою волинського губернатора в 1866 році була створена спеціальна комісія для технічного контролю за ходом будівництва собору й обстеження полягання його конструкцій на чолі з інженер-полковником Оттобальдом Андрійовичем Глазером (дідусь відомого поета і художника Максиміліана Волошина). До складу комісії ввійшли також інженери Грошев, Аврінський і Людвіг. Головним підрядником на будівництві кафедрального собору був Житомирський купець першої гільдії Кипріян Аврамович Ляшков. За успішне завершення будівництва собору йому указом імператора був привласнений особистий статус дворянина, а також він був призначений Житомирським міським головою, і перебував на цій посаді з 1876 до 1883 року. Споруда обійшлася в 336 тисяч 865 рублів, не враховуючи церковного начиння та ікон.

## Фасад
Цегляний, в російсько-візантійському стилі, хрестовий у плані, тринефний, п'ятиголовий (з шатровим завершенням), з чотириярусною дзвіницею, що примикає до західного фасаду.
Висота собору 53 метри. На дзвіниці був установлений головний дзвін вагою 500 пудів.

## Інтер'єр
В художньому оформленні інтер'єрів собору була закладена ідея показу мінеральних багатств Волині, використані граніти та лабрадорити Житомирщини. В інтер'єрі пам'ятки — настінний олійний живопис XIX ст.
Ікони собору написано російським академіком Михайлом Васильєвим.

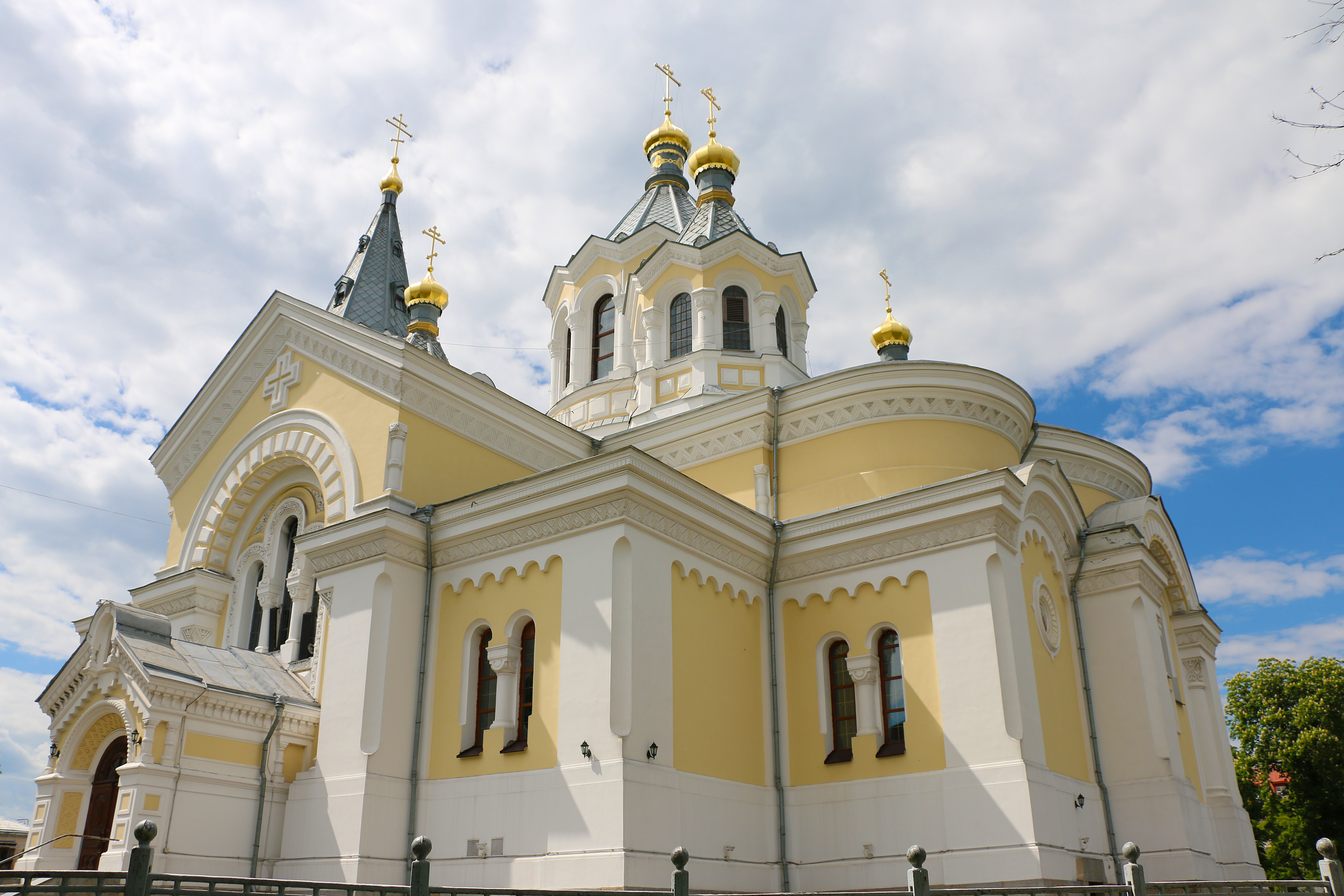

## Служителі
- Обертович Михайло (нар. 30 вересня 1888—?) — православний священник, капелан Армії УНР, монах і архімандрит.
- Настоятель собору: Митрополит Житомирський і Новоград-Волинський Никодим (Горенко).